# برلمان أندلوسيا
برلمان أندلوسيا (بالإنجليزية: Parliament of Andalusia)‏ هو الهيئة التشريعية في أندلوسيا، ويتكون من 109 مقعداً، يقع المقر الرئيسي له في Hospital de las Cinco Llagas ‏.